# Dulder
Dulder is een buurtschap in de Twentse gemeente Dinkelland in de Nederlandse provincie Overijssel. Dulder ligt ten noorden van Hengelo. Tot de gemeentelijke herindeling van 1 januari 2001 viel de buurtschap onder de gemeente Weerselo. Op 1 januari 2005 telde de buurtschap ongeveer 1060 inwoners.
Dulder vormde in de middeleeuwen (toen veelal geschreven als Dulre) een boermarke in de kerspel Oldenzaal. Bij de buurtschap stond de havezate Hoikink.
Hoofdplaats: Denekamp       Stadje: Ootmarsum

Dorpen: Deurningen · Lattrop · Lattrop-Breklenkamp · Noord Deurningen · Oud Ootmarsum · Rossum · Saasveld · Het Stift · Tilligte · Weerselo

Buurtschappen: Agelo · Beekdorp · Berghum · Breklenkamp · Dulder · Gammelke · Groot Agelo · Klein Agelo · Lemselo · Nijstad · Noordijk · Nutter · Volthe · Zoeke 

Voormalige gemeenten: Denekamp · Ootmarsum · Weerselo

Overijssel · Steden en dorpen in Overijssel      Nederland · Provincies · Gemeenten